# Флоріс Ян Бовеландер
Флоріс Ян Бовеландер (нід. Floris Jan Bovelander, 19 січня 1966) — нідерландський хокеїст на траві.
Олімпійський чемпіон 1996 року, бронзовий призер 1988 року, учасник 1992 року.
Чемпіон світу 1990 року, срібний призер 1994 року.